# Anisophyllus obscurus
Anisophyllus obscurus is een keversoort uit de familie mierkevers (Cleridae). De wetenschappelijke naam van de soort is voor het eerst geldig gepubliceerd in 1876 door Westwood.